# HBCU

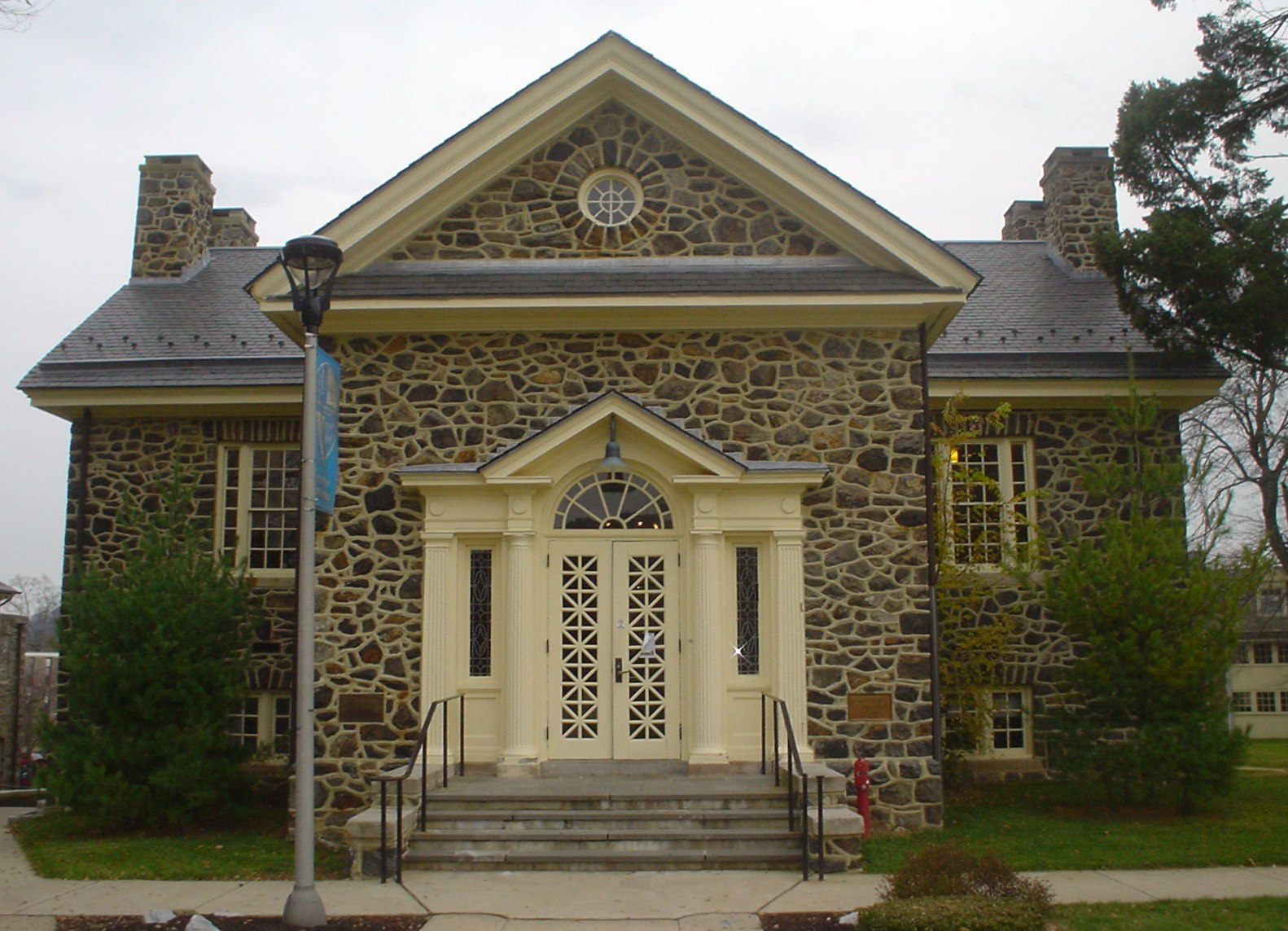
Universidad Cheyney de Pensilvania, primer centro HBCU, fundado en 1837.

HBCU, siglas de Historically black colleges and universities (en español: Escuelas y universidades históricamente negras) son instituciones de enseñanza superior establecidas en los Estados Unidos durante la etapa de segregación, nacidas con anterioridad a la promulgación de la Ley de Derechos Civiles de 1964, fundamentalmente en el Sur de los Estados Unidos, que tienen la intención de servir principalmente a la comunidad afroestadounidense. 
En efecto, durante ese periodo, la mayoría de las instituciones de enseñanza superior vetaban las matrículas de afroestadounidenses.
Existen 101 centros e instituciones HBCU en el país, incluyendo instituciones públicas y privadas. Ese número es inferior al de 121 instituciones que existían en la década de 1930. De esas 101 instituciones, 27 ofrecen programas de doctorado, 52 ofertan programas de maestría, 83 ofertan títulos de grado y 38 ofrecen títulos de grado de asociado.
Las HBCU reciben un subsidio especial del gobierno federal no disponible para las universidades que enseñan al público en general.  Dicho subsidio fue hecho permanente en legislación firmada por el presidente Trump en 2019.

## Historia

### SigloXIX

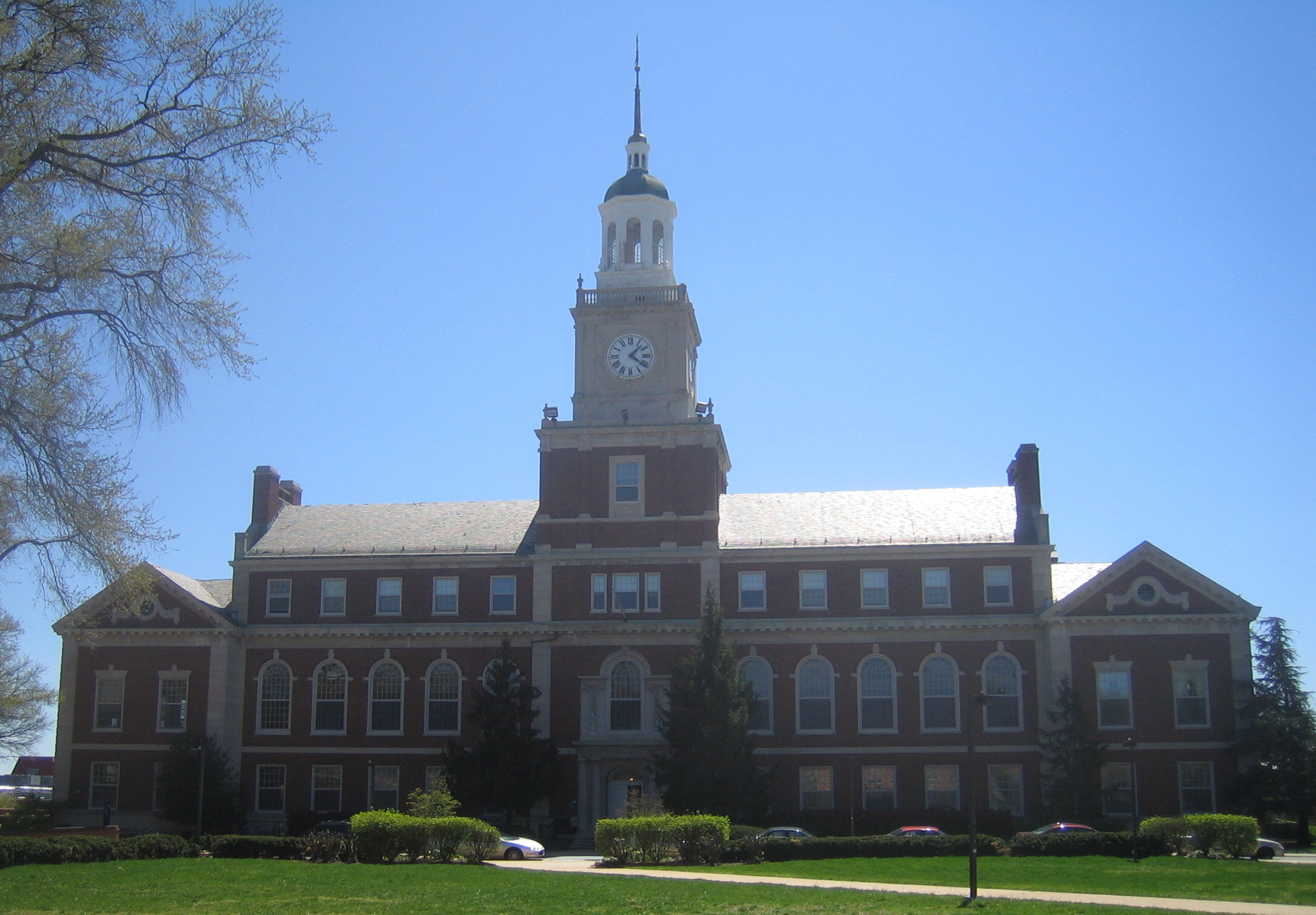
Universidad Howard, HBCU fundada en 1867.

La mayoría de las universidades e instituciones HBCU fueron creadas en el sur de Estados Unidos tras la Guerra de Secesión, muchas veces con el apoyo de organizaciones misioneras religiosas del norte de Estados Unidos. Cuando la guerra estalló el 12 de abril de 1861, ya existían cuatro instituciones universitarias destinadas a la población negra en el país: las universidades Cheyney (1837) y Lincoln (1854), ambas en Pensilvania, la del Distrito de Columbia (1851) para mujeres y la Universidad de Wilberforce, creada en 1856 a partir de la cooperación entre la Iglesia Episcopal Metodista Africana de Ohio y la Iglesia Episcopal Metodista, una denominación religiosa predominantemente blanca. Fundada en 1865, la Universidad de Shaw en Raleigh fue la primera HBCU en el sur en ser establecida después de la guerra civil estadounidense.